# واسجد واقترب (فلم)
واسجد واقترب فيلم رسوم متحركة سعودي، من إخراج وإنتاج ثريا الشهري وابنتها الفنانة التشكيلية نبيلة أبو الجدايل، وبتمويل خاص من شركة الثريا للإنتاج الفني.

## فكرة الفيلم
تم اقتباس قصة الفيلم من لوحة رسمتها الفنانة التشكيلية نبيلة أبو الجدايل في العام 2020م، والتي تعبّر عن الإجراءات الاحترازية التي اتخذتها الحكومة السعودية للصلاة والطواف في الحرم المكي الشريف أثناء جائحة فيروس الكورونا.

## الجوائز
- جائزة الرسوم المتحركة في مهرجان كان السينمائي لعام 2024، في فئة (فوز الرسوم المتحركة ذات الأهمية).[4][5]